# پرچم لیتوانی
پرچم لیتوانی برای اولین بار در ۱۹۸۹ (با تغییراتی در سال ۲۰۰۴) به رسمیت شناخته شد و به‌عنوان پرچم ملی و نشان غیرنظامی شناخته می‌شود و همچنین دارای تناسب ۳:۵ می‌باشد. این پرچم دارای سه رنگ زرد و سبز و قرمز می‌باشد.